# Clasmatodon parvulus
Clasmatodon parvulus là một loài Rêu trong họ Fabroniaceae. Loài này được (Hampe) Sull. miêu tả khoa học đầu tiên năm 1856.